# 宮城刑務所
宮城刑務所（みやぎけいむしょ）は、法務省仙台矯正管区に属する刑務所。下部機関として仙台拘置支所・石巻拘置支所・古川拘置支所を有し、仙台拘置支所は本施設に隣接している。

## 所在地
〒984-8523 宮城県仙台市若林区古城二丁目3番1号
- 仙台市地下鉄南北線「河原町駅」下車、徒歩15分[4]
- JR東日本 東北本線 仙台駅から仙台市営バスで「南小泉三丁目」下車、徒歩3分[4]

## 収容分類級
収容分類級は以下の通りである。
- LB級[5]
- B級[5]
- M級[5]
- P級[5]

長期再犯者（LB級）や身体障害者・精神障害者といった処遇困難者が収容されている男子刑務所である。

## 収容定員
- 約1,020人

## 沿革

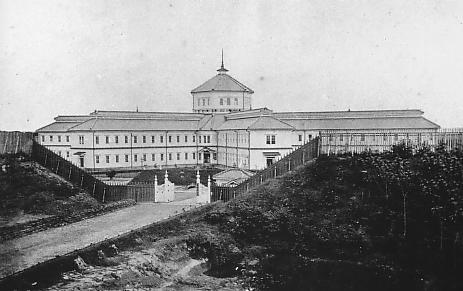
宮城集治監

- 1627年 - 仙台藩祖・伊達政宗が若林城を築く。
- 1878年 - 警視庁が伊達家から城跡の土地を買い上げる。
- 1879年 - 城内に宮城集治監を建設。中央に4階建の塔（六角塔）があり、2階建6棟の房が放射状に出た「雪形六出の構え」と呼ばれるパノプティコンであった。西南戦争の際の捕縛者を収容した。
- 1922年 - 宮城刑務所に改名する。
- 1951年 - 只見特定地域総合開発計画の労働力として約100人の受刑者が出役。福島県会津坂下町の片門ダム、発電所建設現場に仮出張所が設けられた[6]。
- 1984年 - 仙台市教育委員会により、若林城址の発掘調査を開始する。

## 組織
所長の下に4部を持つ施設である。
- 総務部（庶務課、会計課、用度課）
- 処遇部（処遇担当、作業担当）
- 分類教育部（教育担当、考査担当、審査・保護担当）
- 医務部（保健課、医療課）

## 外観・設備
- 作業場に木工工場が設置され、たんすなど家具の生産が行われている。作業に熟練した受刑者が多く、高水準の技術を持つものも少なくない。
- 木工工場のほかには、印刷・洋裁・金属・革工工場および各種作業工場が設置されている。
- 日本において刑場は通常、刑務所内ではなく死刑囚が収監される拘置所に設置されているが[注 4]、仙台高裁管内で死刑が確定した死刑囚（死刑確定者）は本施設に隣接する仙台拘置支所に収監される一方、死刑執行施設（刑場）は本施設（刑務所）内にある[3]。また、現在の東京拘置所（東京都葛飾区小菅）が設置され死刑執行施設が整う前は、同所に収監されていた死刑囚の死刑執行は当施設に移送した上で行われていた。これは通称「仙台送り」と呼ばれていた。

## 特記事項
- 服役しながら表具・配管・溶接・畳・木工・小型建設機械の職業訓練をうけることができる。
- 1962年に帝銀事件の死刑囚であった平沢貞通が移送された際には「仙台送り」が頭にあったため、支援者が慌しい動きを見せたが、結局最後まで執行されずに獄死した。
- 死刑が執行されたが遺体の引き取り手がいない場合、東北大学医学部の遺体解剖実習に使う献体として提供されていた[9]。
- 1978年の宮城県沖地震においては、大規模な外塀の倒壊と一部工場の損壊を受けた。外塀が仮復旧されるまでの間、被収容者の外部との面会が停止された。
- 刑務所内の食事は所内の調理部門が調理し、近隣の矯正施設（仙台拘置支所・東北少年院など）の被収容者の食事も所内の炊場（炊事工場）で一括調理しているが、万が一食中毒が発生すると同所に限らず、仙台拘置支所などにも波及する場合がある[10]。
- 敷地内に国の天然記念物である政宗が植えたとされる朝鮮ウメが生育している。また仙台市保存樹木に指定されている「蟠龍の松」もある[11]。
- 2018年7月26日、一連のオウム真理教事件に関与した林泰男の死刑が執行された。

## 著名な受刑者
- 石原伸司 - 夜回り組長。
- 市川正一 - 戦前の共産党活動家。1945年に獄中死。
- 黒川芳正 - 新左翼活動家。元東アジア反日武装戦線「さそり」メンバー
- 黒ヘルグループリーダー - 鎌田グループのリーダーとして無期懲役の判決を受け服役中。
- 丹野セツ - 社会運動家。
- 土方与志 - 日本の演出家
- 松田久 - 共産同赤軍派活動家。服役中日本赤軍がクアラルンプール事件の人質解放条件に松田の釈放を要求したため、超法規的措置で釈放された。
- マブチモーター社長宅殺人放火事件の死刑囚2人 - 同事件を起こす前に服役。うち1人は練馬三億円事件、もう1人も殺人事件で懲役刑に処されていた。

## 仙台送りになった人物
1966年(昭和41年)に東京の小菅刑務所に刑場が設置される以前の死刑囚は「仙台送り」となった。
文字通り仙台に送られて処刑された著名な死刑囚。
- 栃木雑貨商一家殺害事件の犯人 - 1955年11月21日に仙台に送られ、翌日処刑[12]。
- 鏡子ちゃん殺人事件の犯人 - 1957年6月22日に死刑執行[12]。